# Wolodymyr Sjuskow
Wolodymyr Sjuskow (ukrainisch Володимир Зюськов, engl. Transkription Volodymyr Zyuskov; * 29. August 1981 in Donezk) ist ein ukrainischer Weitspringer.
2003 wurde er bei den Hallenweltmeisterschaften in Birmingham Fünfter und bei den Weltmeisterschaften in Paris/Saint-Denis Sechster. 2004 wurde er mit seinem persönlichen Hallenrekord von 8,23 m Fünfter der Hallenweltmeisterschaften in Budapest. Bei den Olympischen Spielen in Athen schied er in der Qualifikation aus.
Im Jahr darauf erzielte er am 3. Juli in Kiew mit 8,31 m seine persönlichen Bestleistung. Nachdem er Achter bei den Leichtathletik-Weltmeisterschaften 2005 in Helsinki geworden war, gewann er Gold bei der Universiade in İzmir.